# Фердинанд IV на кон и придворни
„Фердинанд IV на кон и придворни“ (на италиански: Ferdinando IV a cavallo con la corte) е картина на италианския художник Антонио Джоли/Йоли от 1760 г. Картината (126 х 72 см) е изложена в Зала 33 на Национален музей „Каподимонте“ в Неапол (Италия). Използваната техника е маслени бои върху платно. 

## История
Художникът рисува картината през 1760 г., една година след възкачването на Фердинанд IV на неаполитанския престол. Платното, което има копие в Музей на историята на изкуството във Виена и в други неаполитански музеи, е изложено в Кралския апартамент на Музей „Каподимонте“.

## Описание
Централната тема на произведението е излизането на крал Фердинанд IV на кон от Кралската резиденция „Каподимонте“, която през тези години все още е в процес на изграждане. На платното е изобразен и надвесеният от прозорците обслужващ персонал на детето крал. Новият крал, все още едва 9-годишен Фердинанд IV на кон, със свитата си от високопоставени лица, придворни и войници са главните лица в картината. 
На фона художникът е изобразил град Неапол с неговите дворци, куполи и камбанарии. Вдясно се вижда манастирът Сан Мартино, в далечината се простира живописният Неаполитански залив, очертан отляво от крайбрежието на Соренто, отдясно от възвишението на Позилипо, а в центъра на залива се вижда и остров Капри. 
На картината може също така да се забележат структурните различия на двореца, който все още е в процес на изграждане, с това, което впоследствие е достроявано и променяно, така както го виждаме в наши дни. Тук липсва и прекрасният парк, изграден от архитект Фердинандо Санфеличе през 1742 г.